# Selección de fútbol sala de Andorra
La selección de fútbol sala de Andorra es el equipo que representa al país en la Copa Mundial de fútbol sala de la FIFA y en la Eurocopa de fútbol sala; y es controlado por la Federación Andorrana de Fútbol.

## Estadísticas

### Copa Mundial de Futsal FIFA
| Copa Mundial de fútbol sala de la FIFA | Copa Mundial de fútbol sala de la FIFA | Copa Mundial de fútbol sala de la FIFA | Copa Mundial de fútbol sala de la FIFA | Copa Mundial de fútbol sala de la FIFA | Copa Mundial de fútbol sala de la FIFA | Copa Mundial de fútbol sala de la FIFA | Copa Mundial de fútbol sala de la FIFA |
| Año                                    | Ronda                                  | J                                      | G                                      | E                                      | P                                      | GF                                     | GC                                     |
| -------------------------------------- | -------------------------------------- | -------------------------------------- | -------------------------------------- | -------------------------------------- | -------------------------------------- | -------------------------------------- | -------------------------------------- |
| 1989 - 1996                            | No participó                           | No participó                           | No participó                           | No participó                           | No participó                           | No participó                           | No participó                           |
| 2000                                   | No clasificó                           | No clasificó                           | No clasificó                           | No clasificó                           | No clasificó                           | No clasificó                           | No clasificó                           |
| 2004                                   | No clasificó                           | No clasificó                           | No clasificó                           | No clasificó                           | No clasificó                           | No clasificó                           | No clasificó                           |
| 2008                                   | No clasificó                           | No clasificó                           | No clasificó                           | No clasificó                           | No clasificó                           | No clasificó                           | No clasificó                           |
| 2012                                   | No clasificó                           | No clasificó                           | No clasificó                           | No clasificó                           | No clasificó                           | No clasificó                           | No clasificó                           |
| 2016                                   | No clasificó                           | No clasificó                           | No clasificó                           | No clasificó                           | No clasificó                           | No clasificó                           | No clasificó                           |
| 2021                                   | No clasificó                           | No clasificó                           | No clasificó                           | No clasificó                           | No clasificó                           | No clasificó                           | No clasificó                           |
| 2024                                   | No clasificó                           | No clasificó                           | No clasificó                           | No clasificó                           | No clasificó                           | No clasificó                           | No clasificó                           |
| Total                                  | 0/10                                   | -                                      | -                                      | -                                      | -                                      | -                                      | -                                      |

### Eurocopa de Fútbol Sala
| Eurocopa de Fútbol Sala | Eurocopa de Fútbol Sala | Eurocopa de Fútbol Sala | Eurocopa de Fútbol Sala | Eurocopa de Fútbol Sala | Eurocopa de Fútbol Sala | Eurocopa de Fútbol Sala | Eurocopa de Fútbol Sala |
| Año                     | Ronda                   | J                       | G                       | E                       | P                       | GF                      | GC                      |
| ----------------------- | ----------------------- | ----------------------- | ----------------------- | ----------------------- | ----------------------- | ----------------------- | ----------------------- |
| 1996                    | No participó            | No participó            | No participó            | No participó            | No participó            | No participó            | No participó            |
| 1999                    | No clasificó            | No clasificó            | No clasificó            | No clasificó            | No clasificó            | No clasificó            | No clasificó            |
| 2001                    | No clasificó            | No clasificó            | No clasificó            | No clasificó            | No clasificó            | No clasificó            | No clasificó            |
| 2003                    | No clasificó            | No clasificó            | No clasificó            | No clasificó            | No clasificó            | No clasificó            | No clasificó            |
| 2005                    | No clasificó            | No clasificó            | No clasificó            | No clasificó            | No clasificó            | No clasificó            | No clasificó            |
| 2007                    | No clasificó            | No clasificó            | No clasificó            | No clasificó            | No clasificó            | No clasificó            | No clasificó            |
| 2010                    | No clasificó            | No clasificó            | No clasificó            | No clasificó            | No clasificó            | No clasificó            | No clasificó            |
| 2012                    | No clasificó            | No clasificó            | No clasificó            | No clasificó            | No clasificó            | No clasificó            | No clasificó            |
| 2014                    | No clasificó            | No clasificó            | No clasificó            | No clasificó            | No clasificó            | No clasificó            | No clasificó            |
| 2016                    | No clasificó            | No clasificó            | No clasificó            | No clasificó            | No clasificó            | No clasificó            | No clasificó            |
| 2018                    | No clasificó            | No clasificó            | No clasificó            | No clasificó            | No clasificó            | No clasificó            | No clasificó            |
| 2022                    | No clasificó            | No clasificó            | No clasificó            | No clasificó            | No clasificó            | No clasificó            | No clasificó            |
| Total                   | 0/12                    | -                       | -                       | -                       | -                       | -                       | -                       |